# Drymonema dalmatina
Drymonema dalmatina är en manetart som beskrevs av Ernst Haeckel 1880. Drymonema dalmatina ingår i släktet Drymonema och familjen Cyaneidae. Inga underarter finns listade i Catalogue of Life.